# Hermann Würth (Unternehmer)
Hermann Würth (* 12. Dezember 1892 in München; † nach 1972) war ein deutscher Unternehmer.

## Werdegang
Würth trat 1921 in den väterlichen Betrieb, die Färberei Würth oHG (Chemisches Reinigungswerk) in München, ein. Von 1952 bis 1962 war er Vorstandsmitglied des Hauptverbandes Färberei und chemische Reinigung, von 1956 bis 1972 Präsident des Bayerischen Handwerkstages.

## Ehrungen
- 1961: Bayerischer Verdienstorden
- 1968: Großes Verdienstkreuz der Bundesrepublik Deutschland